# Émile Chami
Pour les articles homonymes, voir Chami.
Émile Chami, né le 9 juillet 1910 à Alexandrie et mort en 26 juillet 1992 à Rueil-Malmaison, est un archéologue français.

## Biographie

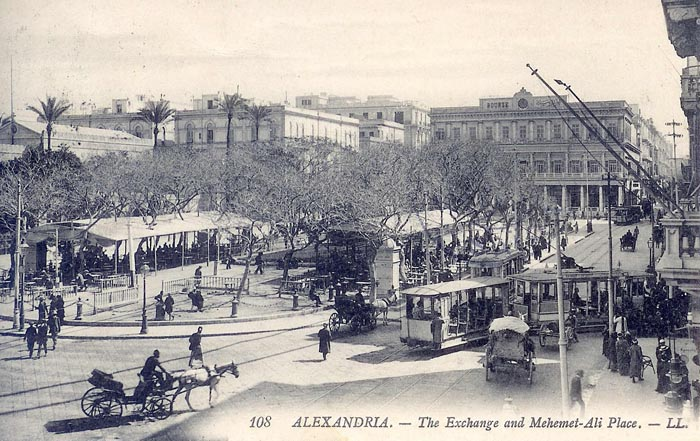
Alexandrie en 1910

Les hasards de l'histoire le firent naître le 9 juillet 1910 sur les bords de la mer Méditerranée à Alexandrie en Égypte, où ses parents avaient des entreprises de blanchisserie.
À la veille de la Première Guerre mondiale, en 1914, sa famille revient en France et s'installe à Paris. Il effectue sa scolarité au lycée Janson-de-Sailly, puis des études commerciales tout en suivant les cours de l'École du Louvre.
Il se passionne dès l'enfance pour l'histoire et les lieux historiques. Il connaissait parfaitement Paris et son histoire mais c'est le Beauvaisis qui devient son terrain de prédilection après que sa famille ait fait l'acquisition d'une propriété dans l'Oise à Laboissière-en-Thelle dans les années 1920.
Pendant ses vacances, il parcourt le département et s'intéresse particulièrement aux églises qu'il connaissait dans leurs moindres détails. Beaucoup plus tard, il contribuera à sauver le mobilier de nombre d'entre elles.
Survient la Seconde Guerre mondiale lorsqu'il est envoyé en captivité en Prusse orientale. Avec ses compagnons il y subit de dures épreuves et apprend en prison la destruction de Beauvais ville médiévale. Sa peine sera immense et toute sa vie il en gardera un profond chagrin. À son retour en 1946, il se maria et eut trois enfants (Marie-Claude, Jacques et Anne-Charlotte).
Il poursuit sa carrière dans la profession pharmaceutique et dirige avec son frère les Laboratoires biologiques de l'Île-de-France, et consacre ses loisirs au Beauvaisis. Il accumule une importante documentation (livres, gravures, etc.) et commence à étudier le sous-sol de Beauvais alors en reconstruction.

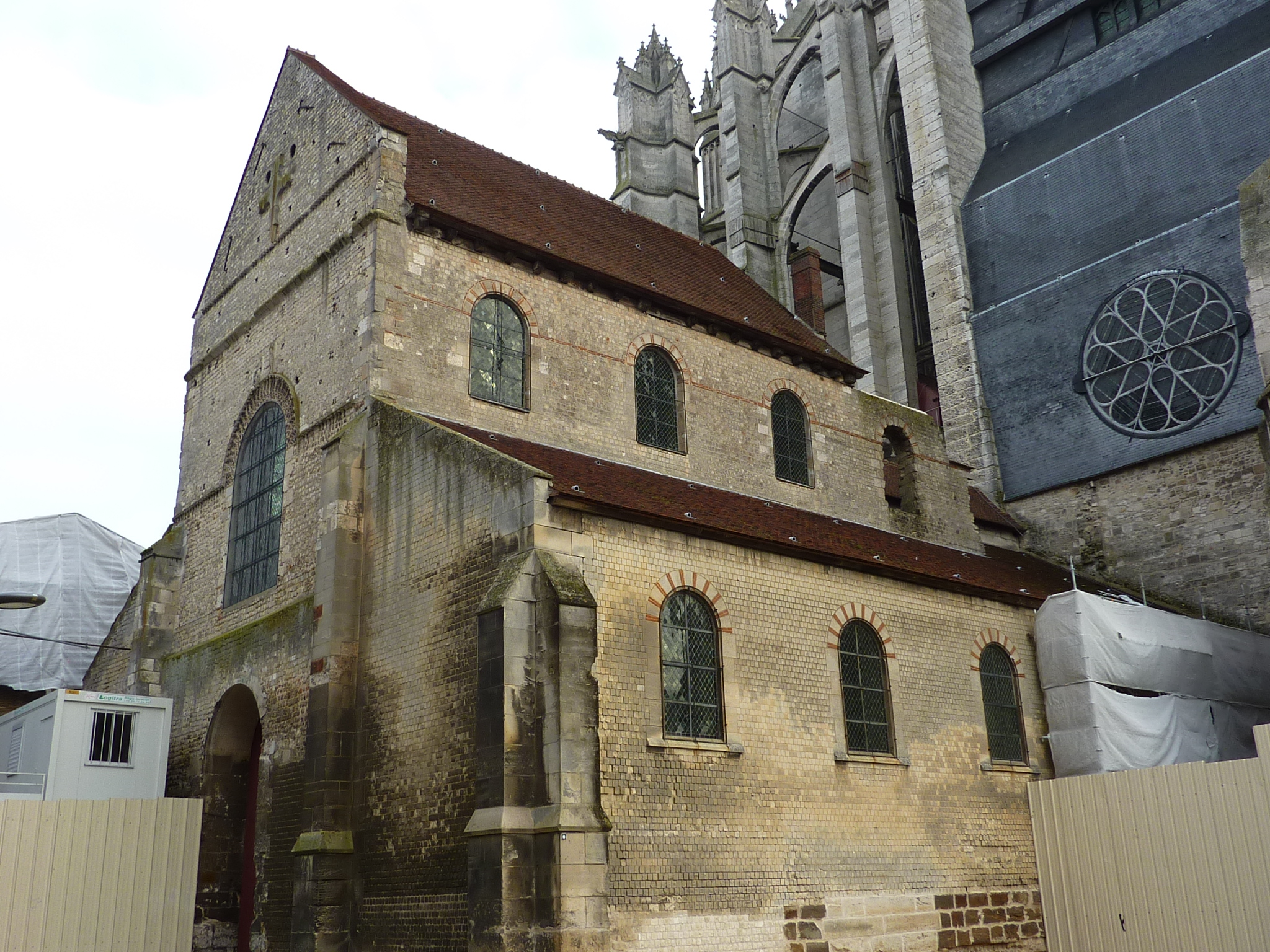
Église Notre-Dame-de-la-Basse-Œuvre de Beauvais

C'est à partir de ce moment qu'il se spécialise dans la connaissance des céramiques du Beauvaisis à une époque où peu d'archéologues s'y intéressaient.
En 1965, la découverte des substructions de l'église Notre-Dame-de-la-Basse-Œuvre lui fait entreprendre des fouilles systématiques. Mécène, il financera souvent ces campagnes en liaison avec les architectes en chef des monuments de France.
Émile Chami n'aura pas le temps de terminer la publication définitive de la Basse-Œuvre. Ses nombreux  rapports de fouilles et autres documents permettent à ses travaux archéologiques de se perpétuer.
Il meurt en juillet 1992 des suites d'une maladie.

## Publications
- Chami Émile (1963), L'art céramique du Beauvaisis, cahier de la céramique, du verre, et des arts du feu.
- Chami Émile (1968), Sur la découverte à Beauvais d'un grès azuré aux armes, bulletin du groupe de recherche et d'étude de la céramique du Beauvaisis.
- Chami Émile (1970-1971), Une céramique peinte du XIIe siècle, trouvée dans les fondations de l'hôpital Saint-Thomas des pauvres clercs à Beauvais, bulletin du groupe de recherche et d'étude de la céramique du Beauvaisis.
- Chami Émile (1971-73-74-76-77-1981), Comptes rendus des fouilles de la Basse-Œuvre à Beauvais, bulletin du groupe de recherche et d'étude de la céramique du Beauvaisis.
- Chami Émile (1987), « Notre-Dame de la Basse-Œuvre », in Le Paysage monumental de la France autour de l'an Mil.